# Niemierzyno, Gmina Świdwin
Niemierzyno [ɲɛmjɛˈʐɨnɔ] (trước đây là Nemmin của Đức) là một ngôi làng thuộc khu hành chính của Gmina widwin, thuộc quận Świdwin, West Pomeranian Voivodeship, ở phía tây bắc Ba Lan.
Trước năm 1945, khu vực này là một phần của Đức. Đối với lịch sử của khu vực, xem Lịch sử của Pomerania.
Làng có dân số 154.